# Dilano van ’t Hoff
Dilano van ’t Hoff (Dordrecht, 2004. július 26. – Circuit de Spa-Francorchamps, 2023. július 1.) holland autóversenyző, 2021-ben a spanyol F4-bajnokság győztese. 2022-ben a Formula Regional versenyzője lett az MP Motorsport tagjaként.
2023-ban halt meg a Liège melletti faluban, Stavelotban, a Spa-i 24 órás verseny betétfutamán. Richard Verschoor a silverstone-i pályán aratott Formula–2-es győzelmét neki ajánlotta, a spa-i 24 órás verseny pedig gyászszünettel kezdődött Dilano emlékére.